# Arkadiusz Foltyński
Arkadiusz Foltyński (ur. 1972 w Częstochowie), znany również jako FolteC – polski artysta street art, propagator graffiti szablonowego.

## Życiorys
Wychowywał się w Rudzie Śląskiej. Pod koniec lat 80. XX wieku zaczął tworzyć uliczne graffiti szablonowe w miastach aglomeracji górnośląskiej, takich jak Ruda Śląska, Bytom, Zabrze i Częstochowa. Jego prace opierały się na absurdalnym humorze i były powiązane z ideologią ówczesnych subkultur młodzieżowych.
W 1991 zamieszkał w Lublinie. Zaprzestał działalności artystycznej. Reaktywował ją w 2019. Równocześnie zaczął tworzyć prace także „na papierze”. Jego debiutancka wystawa odbyła się 25 stycznia 2024 w Lublinie.

## Twórczość

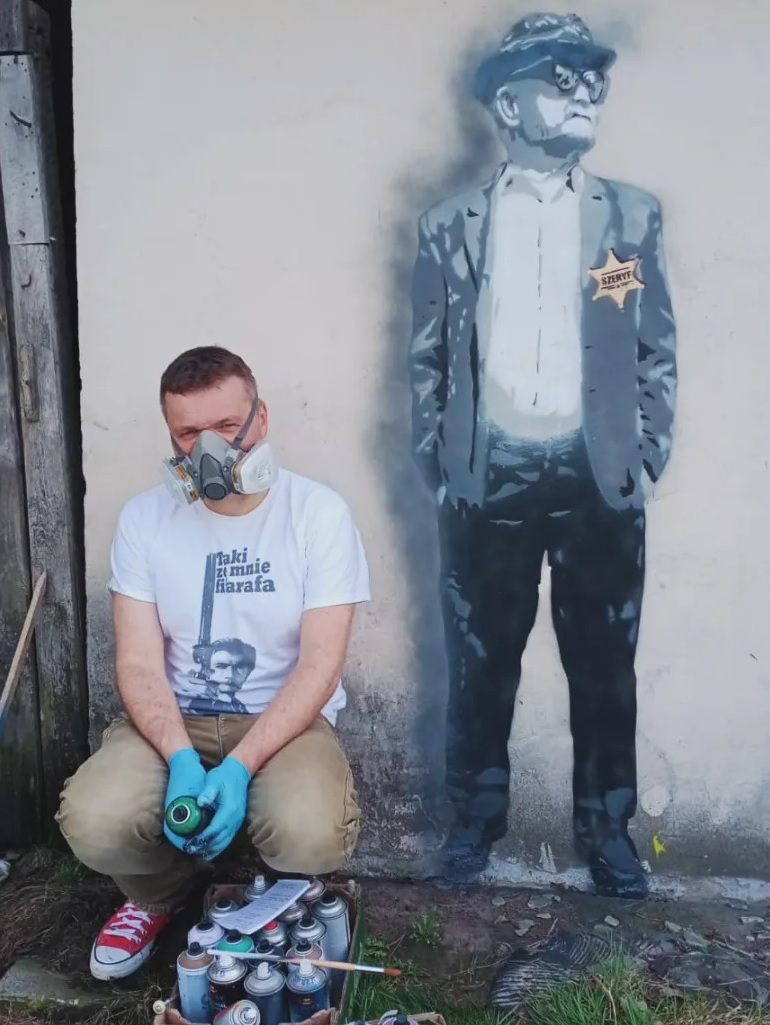
Foltyński przy jednej ze swoich prac

Foltyński opisuje swoje prace jako „analogowe, ręczne memy”. Tworzy poprzez malowanie farbą w aerozolu przez własnoręcznie wykonane szablony. Przez swoją technikę oraz działalność porównywany jest do Banksy’ego, który spopularyzował technikę szablonową w latach 90. XX wieku. Jest autorem ponad 300 prac graffiti szablonowego. W Muzeum Kinematografii w Łodzi znalazło się kilkanaście jego prac, które są związane z filmem. Jego obrazy znajdują się również w Maczek Memorial Breda w Holandii, oraz dzięki współpracy z World Urban Art z okazji specjalnej edycji festiwalu poświęconej HR Gigerowi; jego praca zatytułowana „Dark" została przekazana do muzeum artysty w Gruyères w Szwajcarii. 

## Wystawy indywidualne

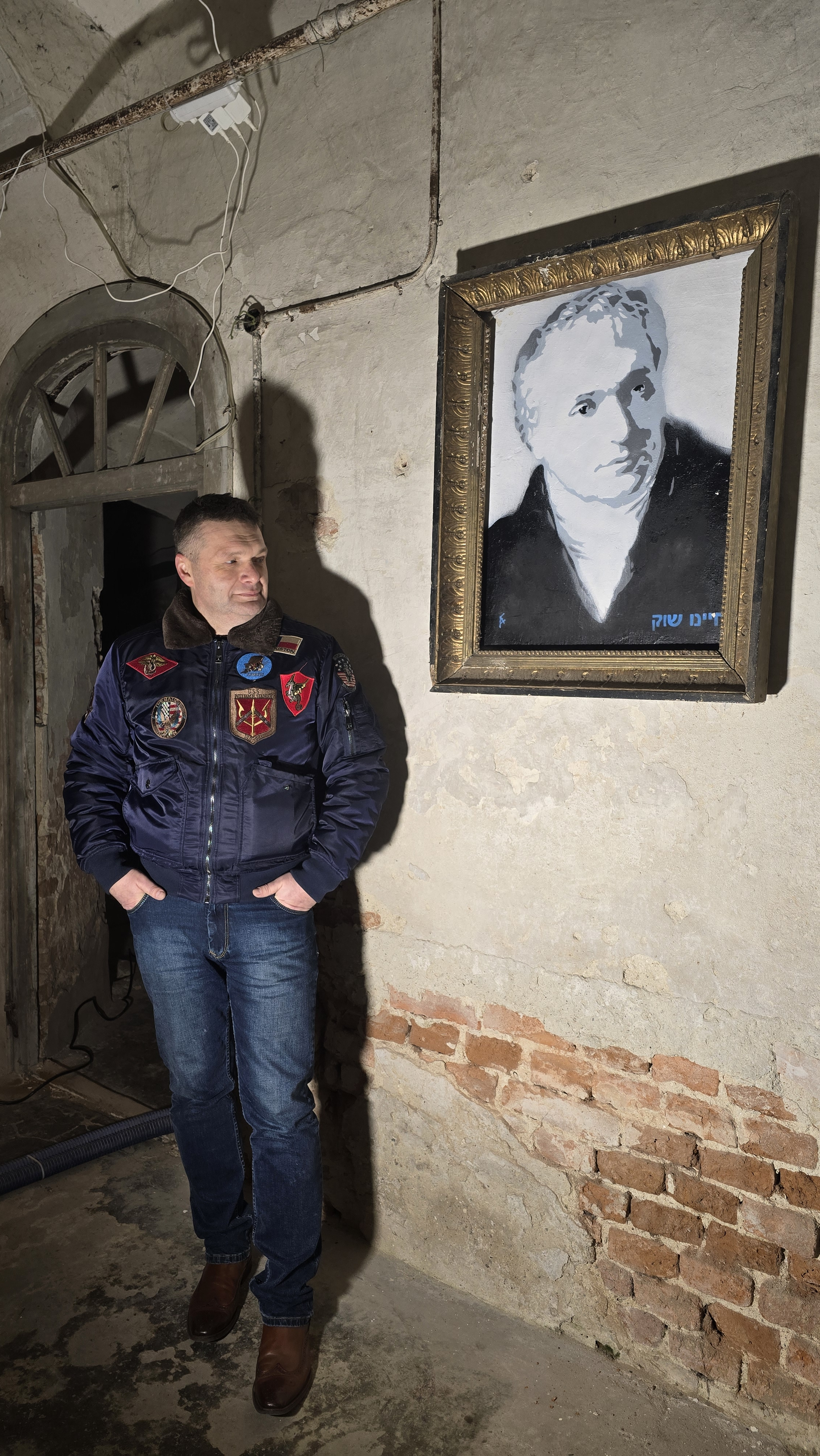
Foltyński w pałacu w Rozkochowie

- 2024 – Młodzieżowy Dom Kultury nr 2, Lublin[5]
- 2024 – Dzielnicowy Dom Kultury „Bronowice”, Lublin[6]
- 2024 – pałac w Rozkochowie koło Prudnika[1]
- 2025 – Teatr Druga Strefa, Warszawa[7]
- 2025 – Stacja Artystyczna Rynek, Gliwice[8]